# Georgi Konstantinovitsj van Rusland

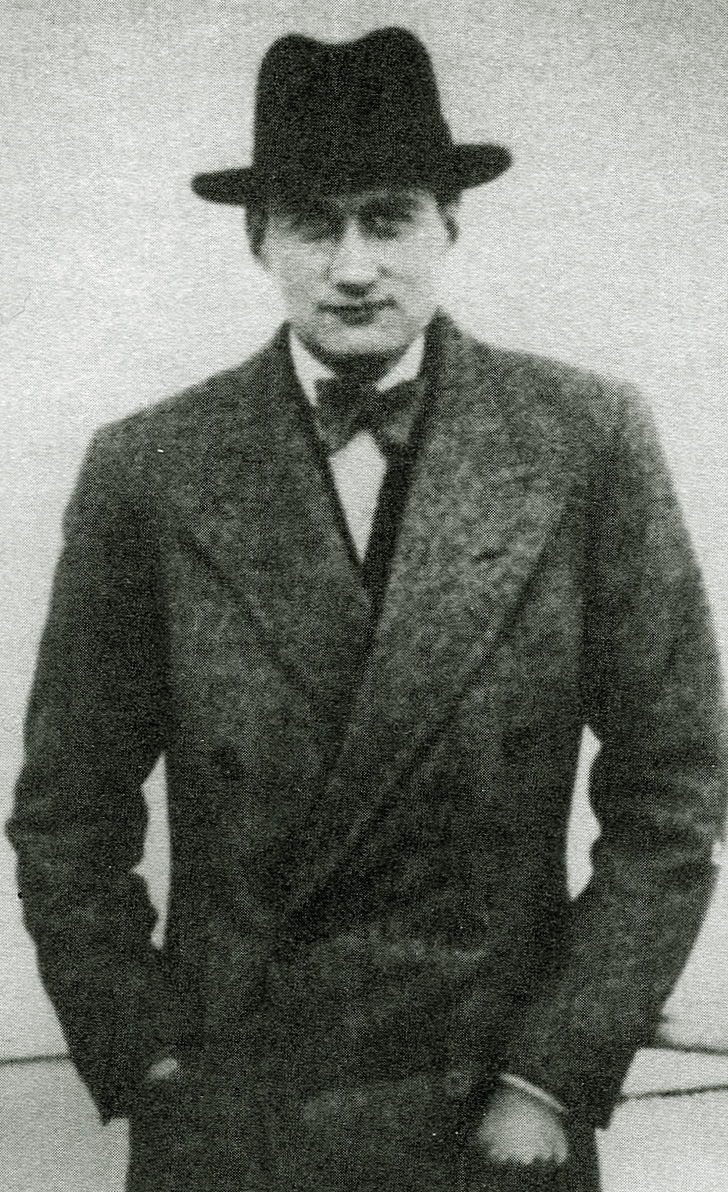
Georgi Konstantinovitsj van Rusland

Georgi Konstantinovitsj van Rusland (Russisch: Георгий Константинович Романов) (Pavlovsk, Rusland, 6 mei 1903 – New York, Verenigde Staten, 7 november 1938), was de jongste zoon van grootvorst Constantijn Konstantinovitsj van Rusland en grootvorstin Elisabeth Mavrikievna Romanova.

## Leven

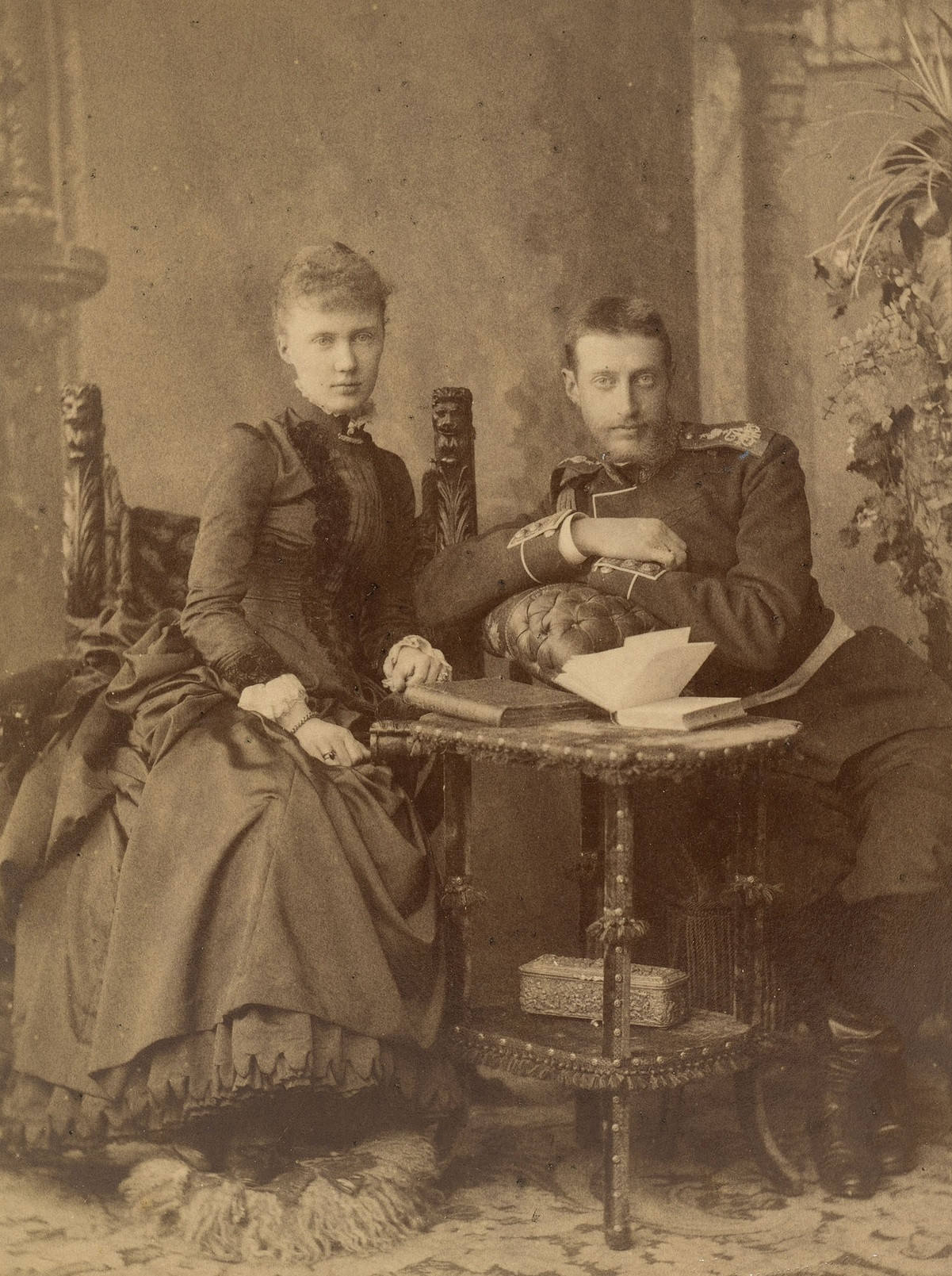
De ouders van Georgi, Constantijn en Elizabeth

Georgi werd geboren als jongste zoon uit een gezin van negen. Hij had vijf oudere broers: Ivan, Gabriël, Constantijn, Oleg en Igor. Ook had hij één oudere zus: Tatjana, en twee jongere zusjes: Natalja en Vera. Toen de Russische Revolutie begon in 1917 vluchtte hij naar Zweden in oktober 1918 met zijn moeder en jongste zuster Prinses Vera Konstantinova van Rusland samen met een nichtje en een neefje aan boord van het Zweedse schip Ångermanland. 
Prins Georgi en prinses Vera bleven in Pavlovsk tijdens de Eerste Wereldoorlog, de daarop volgende chaotische regering van de Voorlopige Regering en de Oktoberrevolutie. In de herfst van 1918 kregen ze van de bolsjewieken toestemming om Rusland te verlaten, en gingen ze op weg naar Zweden op het schip de Ångermanland. Ze reisden via Tallinn naar Helsinki en via Mariehamn naar Stockholm, waar ze door de Zweedse koningin Victoria werden uitgenodigd.
In de haven van Stockholm werden ze door prins Gustaaf Adolf opgewacht die ze vergezelde naar het Koninklijk Paleis. Elisabeth Mavrikievna, Vera en Georgi bleven twee jaar wonen in Zweden, eerst in Stockholm en daarna in Saltsjöbaden. Maar uiteindelijk was Zweden te duur voor de familie en verhuisden ze naar België, waar ze door koning Albert I van België werden uitgenodigd. Vanuit België gingen ze door naar Duitsland, waar ze in Altenburg bleven wonen voor meer dan dertig jaar, in die tijd hebben ze ook nog een periode in Engeland gewoond. Elisabeth stierf aan kanker op 24 maart 1927 in Leipzig. 
Georgi, die echter nooit trouwde net zoals zijn jongere zuster Vera, werd een succesvolle binnenhuisarchitect. Hij stierf aan de gevolgen van een operatie in New York op de leeftijd van 35 jaar.